# Mas de Sedó (Reus)
El Mas de Sedó és un mas del municipi de Reus (Baix Camp) protegit com a bé cultural d'interès local, situat a la partida del Roquís, a la sortida de Reus, a la carretera de Riudoms km 2,2.

## Descripció
És un edifici d'enormes proporcions d'estil clàssic amb entrades dissenyades amb columnes d'ordre jònic i una escalinata per a accedir-hi. El mas es va construir a finals del segle xix com a casa residencial de gran magnificència, amb una capella on hi anaven a missa els habitants dels masos del costat. En els seus inicis, era un conjunt de masies que van convertir-se en una sola propietat en afegir-hi el Mas de Rincón, el Mas de Muntaner i altres bocins de terres. En total, el mas i els terrenys ocupaven cent jornals, a la dreta del barranc de Pedret i fins al límit del terme de Riudoms. Tenia un llac i jardins amplíssims i una portalada principal situada a la carretera a Riudoms feta de ferro forjat, amb reixes molt treballades i que tenien a la part central les lletres "J.H.S” que mostraven un origen religiós i datada el 1870. Estava formada per dues portes centrals i dues laterals que s'articulaven amb quatre columnes rodones de ferro colat. Tenia sis metres d'ampla i tres d'alçada. La porta, molt emblemàtica, va desaparèixer, quan el mas va ser propietat de “Nueva Rumasa”. El Mas de Sedó Vell és un mas de planta molt irregular, degut a les diverses ampliacions que s'hi han fet al llarg del temps, que havien habitat els masovers del Mas de Sedó.

## Història

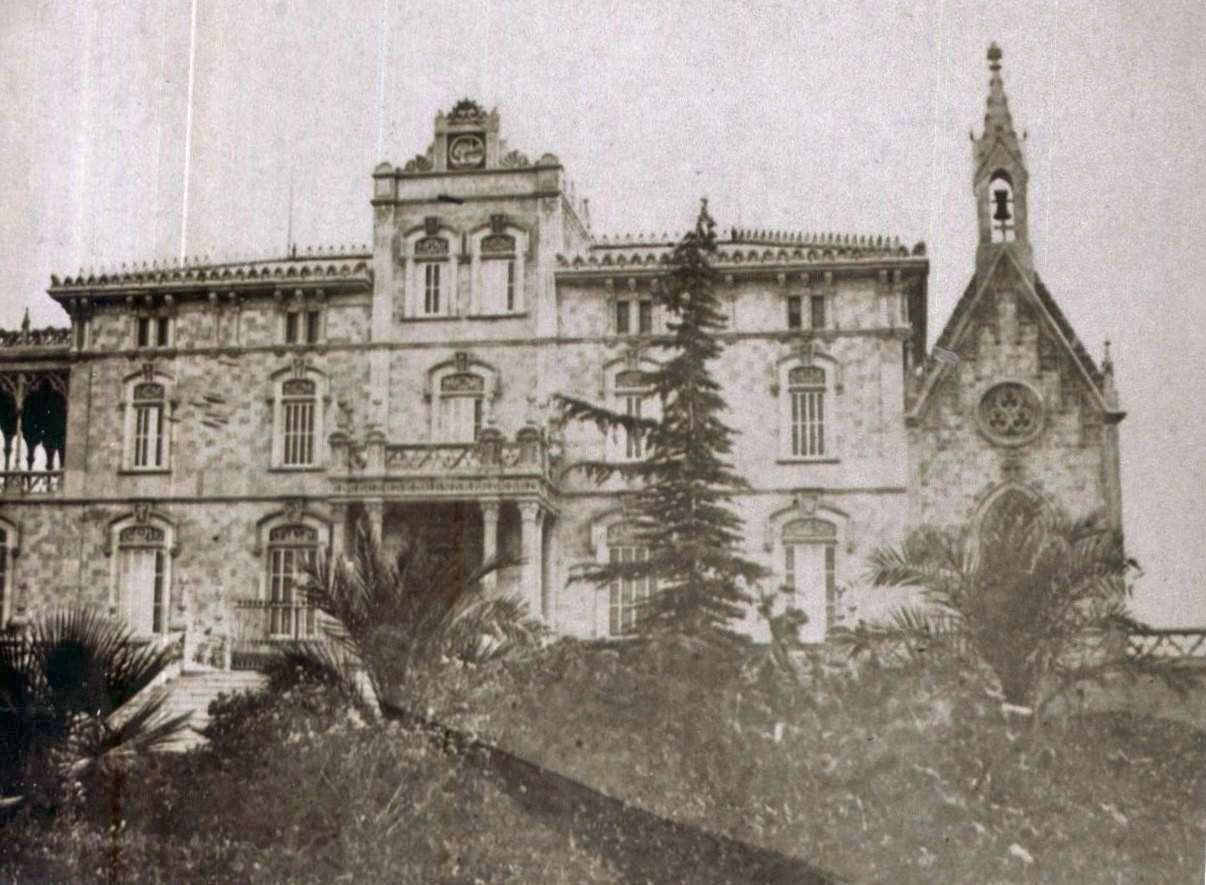
El Mas de Sedó en una imatge de 1920

El mas i la finca van ser formades per Antoni Sedó Pàmies (Reus 1842 - Barcelona 1902) que va promoure la creació de la colònia tèxtil Sedó a Esparreguera. A la mort del propietari va passar a mans de Restituto de Amézaga, un «indiano» que havia fet molts diners i era director d'un banc. Pel novembre de 1936, durant la Guerra civil i com a conseqüència d'una explosió, l'edifici principal va ser destruït. Van morir cinc persones que van ser enterrades al cementiri municipal. El propietari senyor Amézaga va morir uns dies després a conseqüència de l'accident. Al mas s'hi havia instal·lat una fàbrica d'espoletes per a les bombes d'aviació, i tot indica que l'explosió va ser deguda a una mala manipulació per part d'un operari. Les filles van intentar reconstruir el mas, juntament amb el seu germà José Ramón de Amézaga que va ser el 1939 alcalde de Reus, nomenat directament des de Burgos pel dictador Franco. Al mas, situat a l'encreuament de les carreteres de Riudoms i Vinyols, s'hi va instal·lar durant la guerra una bateria de potents reflectors, per localitzar els avions enemics que atacaven de nit, com el cèlebre «Isidru», que era el nom popular dels hidroavions alemanys Heinkel He 59 (s'afirmava que sempre era el mateix aparell) i que van devastar el litoral mediterrani per entorpir la rereguarda republicana. Cap a la dècada dels cinquanta, el mas era propietat de la Cooperativa Comarcal d'Avicultors de Reus, que hi va construir instal·lacions per a produir pinsos. Durant molt de temps va ser la seu de l'Escola d'Horticultura, que aprofitava els jardins ornamentals. Després va ser un restaurant. Actualment hi ha també instal·lat el Centre de Formació i Estudis Agrorurals de la Generalitat